# Dario Chistolini
Dario Chistolini (Kempton Park, 14 settembre 1988) è un rugbista a 15 ed allenatore italo-sudafricano, pilone ed assistant coach del Verona in serie A ed internazionale per l'Italia tra il 2014 ed il 2017.

## Biografia
Nativo di Kempton Park, nell'allora provincia sudafricana del Transvaal (oggi parte della municipalità di Ekurhuleni, Gauteng), Chistolini si trasferì in Italia, Paese di origine della sua famiglia, nel 2008 a 19 anni per essere ingaggiato dai padovani del Petrarca; con il club veneto Chistolini si laureò campione d'Italia nella stagione 2010-11; a tale data aveva già rappresentato l'Italia a livello di Nazionale A.
Dopo la conquista del titolo nazionale si trasferì in Inghilterra nel Gloucester con un accordo biennale; alla scadenza del contratto Chistolini tornò in Italia per essere ingaggiato dalla neoistituita franchise federale delle Zebre in Pro12.
In occasione del tour del 2014 in Asia e Oceania, il C.T. della Nazionale maggiore Jacques Brunel ha convocato Chistolini tra i giocatori destinati a prendere parte alla spedizione.
Dopo aver preso parte a tutti e cinque gli incontri del Sei Nazioni 2015, viene selezionato nella lista dei 31 giocatori partecipanti alla Coppa del Mondo di rugby in Inghilterra, disputando i match della fase a gironi con Irlanda e Romania.
Il 21 maggio 2019 viene annunciato il suo passaggio dalle Zebre al Reggio Emilia per la stagione di TOP12 2019-20.
Nell’estate del 2022 fa ritorno al Petrarca.
Il 1º settembre 2023 viene annunciato il suo ingaggio, con il doppio ruolo di assistant coach/giocatore, da parte del Verona.

## Palmarès
- Campionati italiani: 1
Petrarca: 2010-11
- Coppe Anglo-Gallesi: 1
Gloucester: 2010-11